# Larysz
Larysz (niem. Carlssegen) – część Mysłowic, położona w południowym rejonie miasta, na terenie dzielnicy Larysz-Hajdowizna.
Powstała ona na terenach Brzezinki, a jej początki sięgają końca XVIII wieku, kiedy to w 1790 roku została założona przez barona Karola Larischa kopalnia węgla kamiennego „Carlssegen” (późn. „Karol”). Przy niej powstała kolonia robotnicza ze szkołą i gospodą. W 1951 roku tereny Larysza weszły w skład Mysłowic. Główną ulicą na Laryszu jest ulica Laryska, przy której znajduje się zabudowa jedno- i wielorodzinna, a także szkoła i biblioteka.

## Historia
Powstanie Larysza ściśle wiąże się z rewolucją przemysłową, która na terenie Mysłowic zaczęła się rozwijać od końca XVIII wieku i wiążą się z osobą barona Karola von Larischa. W 1788 roku stał się on właścicielem dóbr Brzezinki, Słupnej oraz wójtostwa w Mysłowicach. Założył on dwa lata później kopalnię węgla kamiennego, która została nazwa na jego cześć „Carlssegen” (niem. Błogosławieństwo Karola). Zakład ten został nadany 2 lipca 1797 roku i znajdował się w pasie lasu pomiędzy Laryszem a Krasowymi, w rejonie późniejszej ulicy Ptasiej. Laryska kopalnia należała do jednej z najstarszych na Górnym Śląsku, a węgiel w niej wydobywany był wywożony do Krakowa i używany do kucia kos w trakcie powstania kościuszkowskiego w 1794 roku. Wzmianki o Laryszowskich węglach znajdują się w poemacie Teofila Lenartowicza Bitwa racławicka.
W pobliżu zakładu zaczęli się osiedlać górnicy zatrudnieni w kopalni. Powstała kolonia, na której wybudowano familoki, szkołę i karczmę. Pierwsza szkoła na Laryszu powstała w 1831 roku i mieściła się w prywatnym budynku adaptowanym na ten cel. Pierwszym nauczycielem został Ludwik Menzel, który uczył na początku 92 dzieci. W 1872 roku powstał osobny budynek szkolny. W 1861 roku założono późniejszą ulicę Laryską, którą ubito żużlem, lecz wskutek wzmożonego ruchu do kopalni „Carlssegen” została ona w 1889 roku przebudowana.
W 1880 roku do gminy wiejskiej Brzezinka włączono m.in. Larysz, Hajdowiznę i Morgi. Na mapie wydanej w 1883 roku w rejonie Larysza wzdłuż ulicy Granicznej zaznaczono domy mieszkalne kopalni „Carssegen”, a przy ulicy Laryskiej budynek szkoły, gospody i cegielnię. W grudniu 1885 roku na Laryszu mieszkało 318 osób. W tym czasie miejscowość była częścią gminy Brzezinka w powiecie katowickim, na obszarze przy granicy Brzezinki z Wesołą i jednocześnie pomiędzy powiatami katowickim a pszczyńskim.
W 1922 roku obszar Brzezinki, w tym Larysz włączono do państwa polskiego, a wcześniej, bo już 30 maja 1920 roku na Laryszu zostało założone towarzystwo śpiewu „Promień”, które z czasem zostało rozwiązane. Również w 1920 roku powołano w Brzezince Towarzystwo Polek z grupą Morgi-Larysz, która w połowie lat 20. XX wieku liczyła 50 członkiń.
Z uwagi na ciągły wzrost liczby uczniów zdecydowano o budowie na Laryszu nowej placówki szkolnej. Przystąpiono do tego w 1914 roku, a z chwilą objęcia szkolnictwa przez władze polskie szkoła na Laryszu była już placówką siedmioklasową. W 1928 roku Szkoła II im. Królowej Jadwigi liczyła około 350 dzieci.
W 1922 roku kopalnię „Carlssegen” przemianowano na „Karol”. W latach 1925–1926 częściowo wstrzymano eksploatację węgla w zakładzie, a w 1931 roku kopalnię ostatecznie unieruchomiono. Pole górnicze zakładu zostało przejęte przez kopalnię „Mysłowice”. Upadek zakładu bardzo boleśnie odczuli górnicy nie tylko z gminy Brzezinka, ale i z okolicznych miejscowości, w których pracę straciło kilkaset górników. W latach międzywojennych większość mieszkańców Larysza zajmowała się rolnictwem i hodowlą, a znaczna część gospodarstw dysponowała niewielkim areałem ziemskim. W tym też czasie przy ulicy Laryskiej 201 funkcjonowała Cegielnia Parowa „Antoni Potyka”.
W czasie II wojny światowej w Brzezince i na Laryszu znajdowały się obozy pracy, w których niemieccy okupanci więzili osoby z Polski i z innych części Europy.
W czasach Polski Ludowej, w 1951 roku gmina Brzezinka wraz z Laryszem została włączona do Mysłowic. Rok później na Laryszu została otwarta biblioteka.
26 czerwca 2014 roku Rada Miasta Mysłowice nadała statut dla dzielnicy Larysz-Hajdowizna, która stanowi jednostkę pomocniczą miasta Mysłowice. Od kwietnia 2020 roku do października 2023 roku trwała kompleksowa przebudowa ulicy Laryskiej na całej długości. 14 września 2022 roku został wyłączony z użytkowania budynek laryskiej szkoły, a po jej wyburzeniu zaczęto budowę nowego obiektu. Pod koniec 2022 roku z inicjatywy Rady Dzielnicy Larysz-Hajdowizna na rondzie przy skrzyżowaniu ulic Laryskiej i Ptasiej powstał witacz kierunkowy z nazwami Larysz i Hajdowizna.

## Charakterystyka
Larysz to część miasta Mysłowice (identyfikator PRNG: 66330), położona w południowej części miasta, na terenie dzielnicy Larysz-Hajdowizna, w rejonie ulic Granicznej, Laryskiej (zachodnia część do ulicy B. Pukowca), Ptasiej i Wiejskiej. Sąsiaduje z Morgami, Brzezinką, Kosztowami i Wesołą.
Geograficznie Larysz położony jest na Wyżynie Katowickiej, a geologicznie na warstwach orzeskich z górnego karbonu zawierających podkłady węgla kamiennego. Larysz odwadniany jest przez rów Kosztowski, który jest dopływem Przemszy, w dorzeczu Wisły. Staw na Laryszu, znajdujący się w rejonie ulicy Ptasiej, stanowi jeden z najcenniejszych stanowisk płazów w Mysłowicach.
Na Laryszu dominuje zabudowa jednorodzinna, a część zabudowy miejscowości ujęta została w gminnej ewidencji zabytków miasta Mysłowice. Są to budynki mieszkalne i kamienice położone przy ulicy Laryskiej nr. 97, 108 i 111-111a. Ponadto przy ulicy Ptasiej zachował się budynek pokopalniany z połowy XIX wieku, będący jednym z najstarszych tego typu obiektów w Mysłowicach.
Główną drogą na Laryszu jest ulica Laryska, która łączy tę część miasta z Brzezinką i Wesołą. Jest to droga powiatowa o klasie drogi zbiorczej. Kursują nią, a także ulicą Ptasia i ulicą H. Sienkiewicza, autobusy na zlecenie Zarządu Transportu Metropolitalnego.
Na Laryszu przy ulicy Laryskiej 101 siedzibę ma Szkoła Podstawowa nr 11 im. św. Jadwigi Królowej Polski w Mysłowicach, która jest częścią Zespołu Szkolno-Przedszkolnego nr 3 w Mysłowicach. Działą przy niej zespół folklorystyczny „Laryszoki”, występujący w górnośląskich strojach ludowych. Przy ulicy Laryskiej 102 znajduje się filia biblioteczna nr 3 Miejskiej Biblioteki Publicznej w Mysłowicach.
Wierni rzymskokatoliccy z Larysza przynależą do parafii Nawiedzenia Najświętszej Maryi Panny w Brzezince i parafii św. Jacka na Morgach. Funkcjonuje tutaj także sala królestwa Świadków Jehowy.